# Salatiel
Salatiel także Szealtiel (hebr. שְׁאַלְתִּיאֵל, gr. Σαλαθιηλ) – biblijny egzylarcha, syn Jojakina, ojciec Zorobabela. Imię oznacza «Boga prosiłam» (w domyśle: «o to dziecko»).

## Identyfikacja
Podobnie jak Jojakin Salatiel został uprowadzony przez Nabuchodonozora II do Babilonii w 597 p.n.e. Podczas niewoli Salatiel był uważany za drugiego egzylarchę po śmierci Jojakina.
Autor apokryficznej 4 Księga Ezdrasza nazywa siebie „Salatielem, którego również zwą Ezdraszem” (3,1). Z tej racji apokalipsa ta nazywana jest czasem Ezra Szealtiel. Ezdrasz ten nie jest tożsamy z Salatielem z genealogii królewskich. Nie jest też Ezdraszem kapłanem znanym z kanonicznej Księgi Ezdrasza. Ten ostatni był synem Serajasza i pochodził z rodu Lewiego.
Biblia zawiera wyglądające jako wykluczające się teksty, odnoszące się do pochodzenia Zorobabela od Salatiela, bądź też od Pedajasza. W szeregu tekstów, uważanych za sobie nawzajem współczesne, Zorobabel otwarcie nazywany jest «synem Salatiela». Zaskakuje 1 Księga Kronik, czyniąc Zorobabela bratankiem Salatiela: król Jojakin był ojcem Salatiela i Pedajasza, następnie Pedajasz był ojcem Zorobabela.
Uczyniono liczne starania, by udowodnić, że obie genealogie mogą oddawać faktyczny stan rzeczy. Po pierwsze Salatiel mógł umrzeć bezdzietnie i Pedajasz, jego rodzony brat, zobowiązany był do wzbudzenia potomka, pojmując wdowę po bracie zgodnie z zasadą lewiratu. W ten sposób Zorobabel byłby prawnym synem Salatiela, chociaż biologicznym synem Pedajasza.
Inne wytłumaczenie sugeruje, iż tytuł «syn Salatiela» nie oznacza faktycznego bycia synem osoby, ale raczej przynależność do rodziny/rodu, którego głową był Salatiel (hebr. בית, bet). Hebrajski termin «ojciec» (hebr. אב, av) jest raczej odniesieniem do stania na czele całego klanu/rodziny. W tym sensie język łaciński używa terminu paterfamilias. W tym sensie mężczyzna nazywany «ojcem», może nim być faktycznie dla własnych dzieci, jak i siostrzeńców, bratanków, wnuków, kogokolwiek, kto przynależy do klanu. Zorobabel, podobnie jak jego ojciec Pedajasz, mógłby być więc nazwany «synem Salatiela», jeśli uznać jego przynależność do klanu.

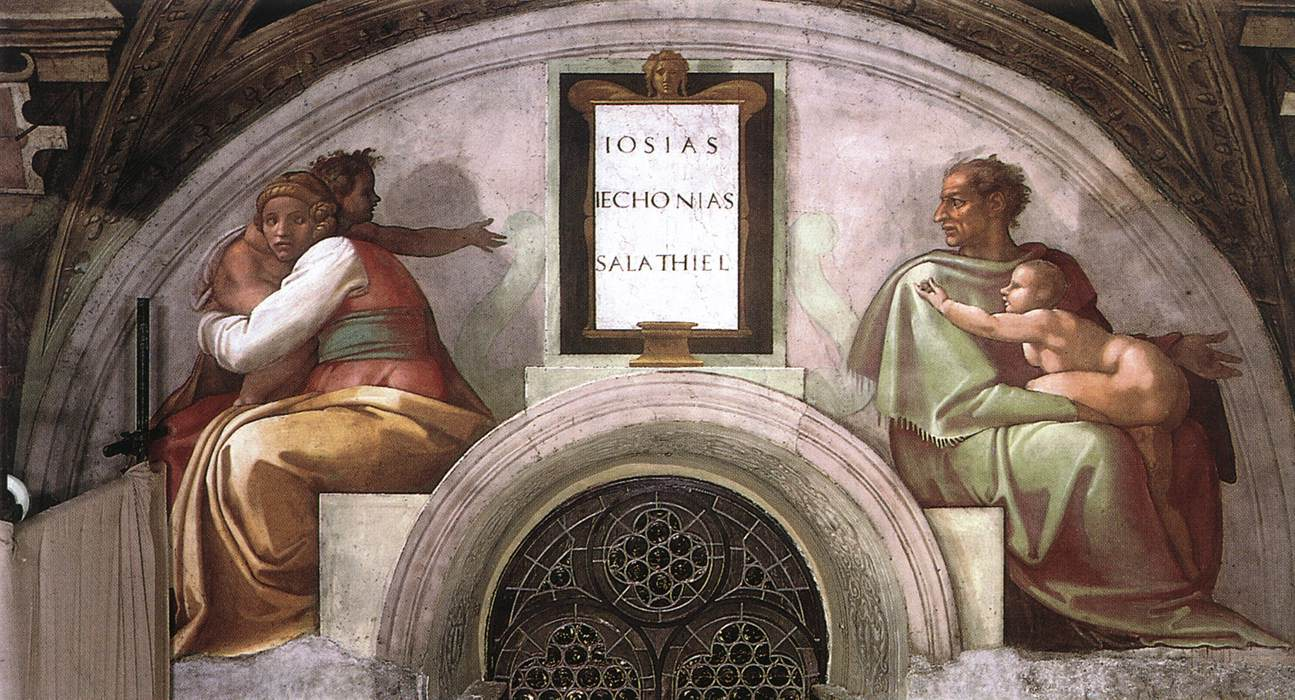
Luneta z imieniem Salatiela w Kaplicy Sykstyńskiej (trzeci od góry).

Możliwe, że obie spekulacje są prawdziwe. Zorobabel mógł być zarówno prawnym synem Salatiela, jak i być członkiem jego rodziny/klanu. Na uwagę zasługuje fakt, że jeśli Salatiel nie miał własnych synów, Zorobabel jako prawny syn, mógł odziedziczyć wszelkie prerogatywy rodzica, stając się tym samym nowym «ojcem rodziny», sprawującym opiekę nad każdym z jej członków.
Tekst, który identyfikuje Zorobabela z synem Pedajasza, może też być błędem kopisty. Tego typu błędy zdarzają się w sytuacji, gdy hebrajski tekst zdaje się być niejednorodny i odznaczający się zniekształceniami. Oczekiwana wzmianka, że Salatiel był ojcem, zdaje się być przypadkowo pominięta, w wyniku czego jego potomstwo zostało pomieszane z potomstwem Pedajasza.
W każdym razie teksty podkreślające pochodzenie Zorobabela od Salatiela zdają się posiadać oczywisty kontekst polityczny, którym jest uznanie jego pretensji do tronu Dawida. Zorobabel, będąc potomkiem Dawida i mając u swego boku, pochodzącego z dynastii aaronowej Jozuego, wchodził w posiadanie wszelkich praw, by móc podjąć się dzieła odbudowy Świątyni Jerozolimskiej w 536 p.n.e..

## Pisownia imienia
W Biblii gdańskiej polski zapis imienia to Salatyjel. Bardziej współczesne tłumaczenia, jak np. Biblia Tysiąclecia czy Biblia poznańska, mają Szealtiel.

## W Nowym Testamencie
Genealogia Jezusa zawarta w Ewangelii Mateusza wymienia go jako syna Jojakima, zaś lista przodków Pańskich w Ewangelii Łukasza jako syna bliżej nieznanego Neriego. Obie nowotestamentalne genealogie Jezusa uznają go za ojca Zorobabela.